# Genesis
Genesis este o formație rock engleză formată în 1967. Actualmente trupa este alcătuită din Phil Collins (voce și baterie), Mike Rutherford (chitară și chitară bas) și Tony Banks (clape). Peter Gabriel, Anthony Phillips și Steve Hackett au jucat un rol important în primii ani ai trupei. Genesis se află printre cei mai bine vânduți 30 de artiști din istorie cu aproximativ 150 de milioane de albume vândute la nivel mondial.
Genesis și-a început activitatea ca o trupă pop în anii 1960. În timpul anilor 1970 au evoluat într-o trupă de rock progresiv, incorporând structuri melodice complexe și instrumentație elaborată iar concertele lor au devenit experiențe teatrale prin designul de scenă inovativ, elemente pirotehnice, costume elaborate și povești spuse pe scenă. Această a doua perioadă a fost caracterizată prin melodii lungi cum ar fi piesa de 23 de minute Supper's Ready și albumul conceptual din 1974, The Lamb Lies Down on Broadway. În anii 1980, trupa a cântat într-un stil pop accesibil; această schimbare de stil a adus trupei primul album numărul 1 în Regatul Unit, Duke, și singurul single numărul 1 în Statele Unite, Invisible Touch.
Genesis și-a schimbat componența de câteva ori. Frica de scenă l-a făcut pe membrul fondator Anthony Phillips să părăsească trupa în 1970. În 1975, Collins, atunci toboșarul trupei, l-a înlocuit pe Peter Gabriel ca solist vocal după o lungă căutare a unui înlocuitor. În 1977, chitaristul Steve Hackett a părăsit trupa. După ce Phil Collins a părăsit trupa în 1996, Genesis l-a recrutat pe Ray Wilson (fost solist al trupei Stiltskin). Wilson a apărut pe albumul din 1997, Calling All Stations, după care trupa a anunțat o perioadă de pauză. Totuși, în 2007, Banks, Collins și Rutherford s-au reunit pentru un turneu în 20 de orașe din Europa și America de Nord, ceea ce a inclus un concert gratuit la Circo Massimo din Roma în fața a 500 000 de fani. Genesis este una dintre cele cinci trupe care să fie incluse în Rock and Roll Hall of Fame în 2010.

## Istoric

### 1967-1970: Începutul
Genesis s-a format în 1967 când Peter Gabriel și Tony Banks erau elevi la Charterhouse School în Godalming. Componența originală Genesis era formată din Peter Gabriel (voce), Anthony Phillips (chitară), Tony Banks (clape), Mike Rutherford (chitară și chitară bas) și Chris Stewart (baterie).
Jonathan King, un absolvent al școlii din Charterhouse, a asistat la un concert din Charterhouse, când trupa încă era la școală. După concert, un alt student i-a dat lui King o bandă cu melodii înregistrate de trupă iar acesta s-a gândit să îi facă să semneze un contract. King a numit trupa "Genesis" (după ce înainte a sugerat numele "Gabriel's Angels").
Primul album, From Genesis to Revelation, a fost lansat în martie 1969 prin Decca Records. În timpul sesiunii de înregistrări, Stewart a fost înlocuit cu John Silver la baterie. Trupa a înregistrat o serie de melodii pop influențate de stilul trupei Bee Gees, una din trupele preferate ale lui King la vremea respectivă. Primul lor single, The Silent Sun, a fost lansat în februarie 1968. Albumul nu s-a vândut bine dar trupa, la îndemnul lui King, a hotărât să își continue cariera în muzică. King deține drepturile asupra melodiilor de pe album și l-a relansat de-a lungul timpului sub diferite denumiri, inclusiv In the Beginning, Where the Sour Turns to Sweet, Rock Roots: Genesis, ...And the Word Was și, cel mai recent, The Genesis of Genesis.
Silver a fost înlocuit cu John Mayhew înainte de înregistrările la albumul Trespass. Apoi Genesis a semnat un contract cu Charisma Records.
Trespass a fost modelul pentru albumele trupei din anii 1970 - lung, uneori operatic, cu piese care semănau cu stilul unor trupe de rock progresiv ca Yes, King Crimson și Gentle Giant. Albumul Trespass includea elemente caracteristice rock-ului progresiv cum ar fi aranjamente elaborate și schimbări ale măsurii, după cum se poate observa în melodia de nouă minute The Knife.
Sănătatea precară și frica de scenă l-au făcut pe Phillips să părăsească trupa în vara anului 1970. Phillips avea să înregistreze numeroase albume solo, uneori în colaborare cu alți membri Genesis. Plecarea lui Phillips i-a traumatizat pe Banks și Rutherford, ceea a cauzat trupa să se întrebe dacă să continue sau nu. Totuși, membrii rămași au hotărât să continue, înlocuind pe Mayhew și Phillips cu Phil Collins la baterie și Mick Barnard la chitară în toamna anului 1970. Perioada lui Barnard a fost scurtă și a fost inlocuit cu Steve Hackett, fost membru al trupei Quiet World, în ianuarie 1971, consolidând astfel componența clasică de cinci oameni a trupei din anii 1970.

### 1971-1975: Perioada clasică
Collins și Hackett și-au făcut debutul de studio în 1971 cu albumul Nursery Crime, care conține melodia epică The Musical Box și prima melodie a lui Collins ca solist vocal, For Absent Friends. De asemenea, melodia a fost prima compusă de noii membri Collins și Hackett în cadrul trupei. Doi ingineri de sunet au fost angajați dar au renunțat iar John Burns a preluat înregistrările pentru restul albumului, începând astfel o colaborare de trei albume dintre Burns și trupa. Foxtrot a fost lansat în octombrie 1972 și conține ceea ce a fost descris ca "una dintre cele mai desăvârșite lucrări ale trupei", melodia epica de 23 de minute Supper's Ready. Alte melodii cum ar fi Watcher of the Skies au sigilat reputația lor ca autori de melodii și interpreți. Reputația teatrală a lui Gabriel de pe scenă, care includea numeroase costume elaborate, au făcut trupa o populară formație live. Genesis Live a fost înregistrat în timpul turneului de promovare a albumului Foxtrot, cu puțin timp înainte ca următorul album să fie lansat.
Selling England by the Pound a fost lansat în noiembrie 1973 și a fost bine văzut de critici și fani. Gabriel a insistat asupra titlului deoarece dorea să combată impresia conform căreia Genesis se orientează prea mult către piața americană. Selling England by the Pound conține a doua piesă a lui Collins ca solist vocal, More Fool Me. Albumul mai conține Firth of Fifth și I Know What I Like (In Your Wardrobe); aceste melodii au devenit parte din repertoriul lor live iar ultima a devenit primul lor single care să intre în topuri, urcând până pe locul 21 în topurile britanice.

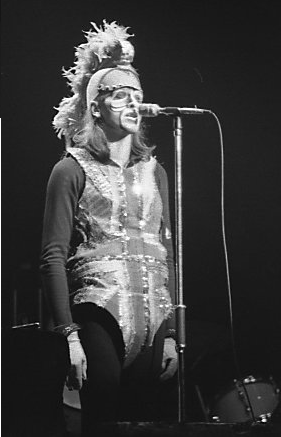
Peter Gabriel in costumul "The Moonlit Knight", 1974

În 1974, Genesis a înregistrat un album conceptual dublu, The Lamb Lies Down on Broadway, care a fost lansat pe 18 noiembrie. Spre deosebire de melodiile lungi de pe albumele precedente, The Lamb Lies Down on Broadway este o colecție de piese mai scurte. Trupa a pornit într-un turneu mondial de promovare a albumului, susținând 102 concerte. În timpul concertelor, Genesis a dezvoltat utilizarea de lasere și alte efecte de lumină, majoritatea fiind construite de tehnicianul olandez Theo Botschuijver.
Crearea ambițiosului The Lamb Lies Down on Broadway a cauzat unele tensiuni în cadrul trupei, în special între Gabriel și Banks. Gabriel scria versurile iar ceilalți membri compuneau muzica, cu excepția pieselor Counting Out Time și The Carpet Crawlers. În timpul turneului Lamb, Gabriel a anunțat membrii trupei că a decis să părăsească trupa, precizând ca motive înstrăinarea de ceilalți membri și problemele de căsnicie și nașterea dificilă a primului său copil. Totuși, a rămas cu trupa pentru a termina turneul. Câțiva ani mai târziu Collins a spus că ceilalți membri "...nu au fost șocați de plecarea lui Peter deoarece o știau de ceva vreme." Trupa a decis să continue fără Gabriel.
Primul album solo al lui Gabriel, Peter Gabriel 1977, conține hitul Solsbury Hill, o alegorie ce se referă la plecarea sa din trupă.

### 1976-1977: Perioada în patru oameni
Trupa a audiat peste 400 de cântăreți pentru a găsi un înlocuitor pentru Gabriel. În cele din urmă, trupa l-a ales pe Phil Collins ca solist vocal pentru albumul din 1976, A Trick of the Tail. Criticii au spus că Phil suna "mai mult a Gabriel decât Gabriel". În ciuda succesului înregistrat de album, trupa era îngrijorată în privința concertelor, care acum nu mai aveau costumația elaborată și comportamentul dramatic al lui Gabriel. Deoarece Collins avea nevoie de asistența unui al doilea toboșar, Bill Bruford, toboșarul trupei Yes și King Crimson, a fost angajat pentru turneul din 1976. Primul concert fără Gabriel a fost în London, Ontario, Canada pe 26 martie 1976.
Mai târziu în acel an Genesis a înregistrat Wind & Wuthering, primul din cele două albume care să fie înregistrat la Relight Studios în Hilvarenbeek, Olanda. Lansat în decembrie 1976, albumul a preluat a doua parte din titlu din romanul Wuthering Heights (La răscruce de vânturi) de Emily Bronte, a cărei ultimă frază "how anyone could ever imagine unquiet slumbers for the sleepers in that quiet earth" a inspirat titlul a șapte din cele opt piese de pe album.
Pentru turneul din 1977, toboșarul Chester Thompson a fost angajat. Prestațiile lui Collins în concertele Genesis erau diferite de prestațiile teatrale ale lui Gabriel iar interpretările sale ale melodiilor mai vechi erau mai ușoare și subtile. 
În vara anului 1977, Hackett părăsește trupa.

### 1978-1979: Începutul perioadei în trei oameni
După despărțirea de Hackett, Rutherford a devenit chitaristul principal, iar trupa a decis să continue sub formă de trio. În 1978, Genesis a înregistrat albumul ...And Then There Were Three..., iar pentru turneul de promovare, trupa l-a angajat pe Daryl Stuermer ca înlocuitor pentru Hackett. Albumul conține single-ul Follow You Follow Me, care a ajuns în top 10 în topurile britanice și în top 40 în cele americane. 
Trupa a continuat cu turneele constant, timp de doi ani, iar în 1979, Collins i-a informat pe ceilalți membri despre probleme sale din familie, iar trupa a decis să intre în pauză până când Collins va fi disponibil. În acest timp, Rutherford și Banks au lucrat la câteva albume solo, cu ajutor de la Chester Thompson, respectiv Anthony Philips.
După încercarea de a își salva căsnicia (ce s-a terminat cu un divorț), Collins s-a reîntors în studio, iar trupa a început pregătirile pentru noul album în octombrie.

### 1980-1984: Duke, Abacab, Genesis
Genesis a început înregistrările pentru noul album, Duke, în ultima lună a anului. Spre deosebire de albumele precedente, Duke a fost realizat în mare parte din melodii compuse de câte un singur membru. Schimbarea de stil muzical de la rock progresiv la pop rock era din ce în ce mai evidentă, iar Duke devenea primul album care să ajungă pe prima poziție în topurile britanice. Albumul conține single-ul Turn It On Again, care a devenit una din cele mai reprezentative melodii ale trupei. Turneul de promovare a cuprins aceeași formulă, cu cei trei membri ai trupei ajutați de Stuermer și Thompson. Banks a declarat ca Duke este albumul său preferat.
După Duke, a urmat albumul Abacab. Filmările au fost realizate într-un nou studio din Surrey, în 1981. Cu Abacab, trupa a continuat să se îndrepte spre pop rock, iar albumul a primit critici pozitive și a ajuns pe prima poziție în topurile britanice, remarcându-se pentru melodiile Abacab sau Keep It Dark. Turneul de promovare a marcat o premieră pentru trupă în folosirea unui sistem de iluminat scena automat.
În 1982, trupa s-a reunit cu Peter Gabriel și Steve Hackett pentru un concert cu melodiile din perioada clasică. Concertul s-a numit Six Of The Best, în ciuda faptului că cei cinci au fost însoțiți de Stuermer și Thompson, iar numărul lor era 7. 
În 1983, trupa a lansat albumul  eponim "Genesis". Numele albumului a venit de la faptul că fiecare membru al formației a contribuit la fiecare melodie. Albumul ajungea pe prima poziție din topurile britanice, iar melodia "Mama" a obținut cea mai buna clasare a unui single din istoria trupei în topurile britanice până în prezent, locul 4. De asemena, albumul conține și alte single-uri ce s-au clasat bine, precum That's All sau Home By The Sea. În plus, trupa a realizat un amestec de melodii vechi de aproximativ 15 minute special pentru turneul de promovare.

### 1985-1996: Invisible Touch, We Can't Dance și plecarea lui Collins
Albumul Invisible Touch a fost lansat în 1986 și este până în prezent cel mai bine vândut album al trupei, cu peste 15 milioane de exemplare vândute în toată lumea. Albumul conține 5 single-uri care s-au aflat pe primele cinci poziții în topurile americane, iar melodia Invisible Touch a ajuns pe prima poziție. Turneul de promovare a fost din nou de mare succes, formația concertând de patru ori în perdioada 1-4 iulie 1987 pe Stadionul Wembley cu toate biletele vândute în toate cele 4 concerte, cu o audiență de aproximativ 300.000 de fani. Trupa a intrat într-o pauză de cinci ani, fiecare membru lucrând în acest timp la cariera solo. Phil Collins a devenit un artist de mare succes al muzicii pop rock, iar Mike Rutherford a înființat trupa Mike + The Mechanics care urma să devină la rândul ei un succes internațional.
Cei trei s-au întors în studio peste 5 ani pentru a înregistra un nou album, numit We Can't Dance. Acesta a fost un succes internațional și a devenit al doilea cel mai bine vândut album Genesis până în prezent și conține single-ul I Can't Dance, un hit al perioadei. Turneul de promovare s-a numit The Way We Walk și s-a împărțit pe hit-urile pop și operele de rock progresiv. Acesta a conținut din nou un amestec de melodii vechi, de aproximativ 20 de minute, ce a fost primit foarte bine de fani. Un concert a fost înregistrat și lansat sub formă de DVD cu numele The Way We Walk – Live in Concert. Imediat după terminarea turneului de promovare, Collins a părăsit trupa pentru a se axa pe cariera sa solo.

### 1996-1998: Calling All Stations
Rămași singurii doi membri ai trupei, Rutherford și Banks au decis să angajeze un solist. După mai multe căutări, Ray Wilson a fost ales. Deoarece Collins a părăsit trupa, cei trei au decis să se îndrepte din nou spre rock progresiv. Totuși, după plecarea lui Collins, trupa i-a pierdut și pe Stuermer și Thompson. Stuermer a devenit chitarist principal pentru turneele de promovare ale lui Collins, iar Thompson a fost refuzat după ce a cerut să devină un membru al trupei în întregime și s-a despărțit complet de trupă. Genesis a angajat doi toboșari, Nick D'Virgilio pentru studio și Nir Zidkyahu pentru turneul de promovare. Albumul a fost lansat în 1997 și s-a numit Calling All Stations. Acesta a fost un succes comercial în Europa, dar nu a reușit să se claseze pe primele 50 de poziții în topurile americane, ceea ce nu se mai întâmplase din 1974. Albumul a primit foarte multe critici negative, iar Rutherford și Banks i-au concediat pe Wilson, Zidkyahu și D'Virgilio. După acestea, cei doi au decis să intre în pauză până se va găsi o soluție.

### 2006-prezent
În 2006, Collins a vorbit despre posibilitatea unui turneu mondial The Lamb Lies Down On Broadway (The Lamb) cu Gabriel, Hackett, Banks și Rutherford. La început, toată lumea a fost de acord, dar după alte câteva propuneri din partea lui Collins, Gabriel și-a pierdut interesul, iar Hackett a anunțat că nu vine fără acesta.

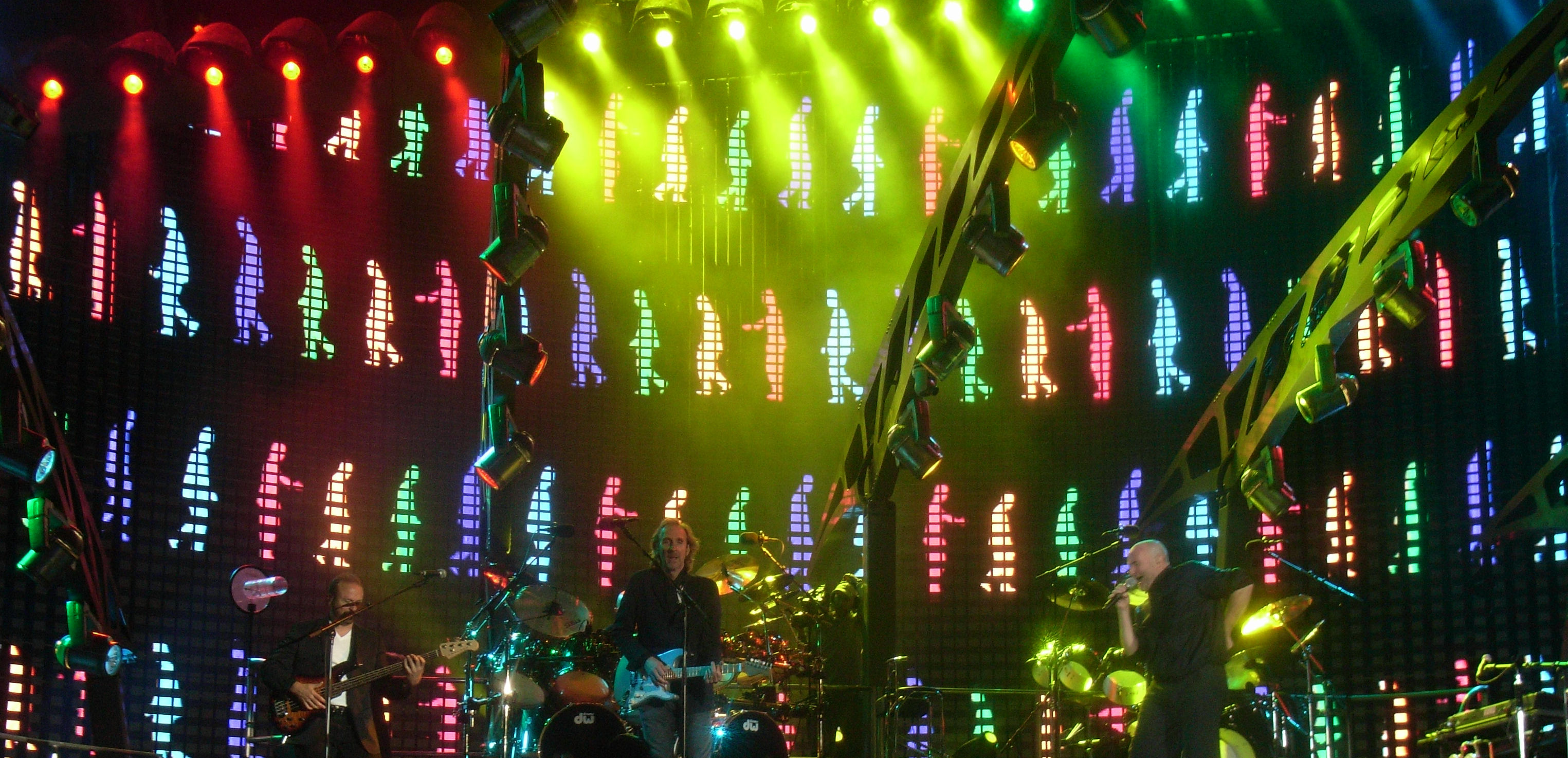
Genesis în 2007, în timpul melodiei I Can't Dance

Într-un final, Collins s-a reunit cu Banks, Rutherford și vechii muzicieni live, Stuermer și Thompson. Au pornit într-un turneu mondial ce s-a numit Turn It On Again: The Tour, cu melodii din toate perioadele trupei, exceptând primul album. Aproape fiecare melodie a fost cântată cu o notă mai jos, din cauza vocii lui Collins. Turneul a fost lansat ca album live, cu numele de Live over Europe 2007. Trupa a susținut un concert gratuit la Circus Maximus din Roma cu o audiență de aproximativ 500.000-650.000 de oameni. Concertul a fost lansat separat ca DVD triplu și se numește When in Rome 2007.
După terminarea turneului, Collins a rămas alături de Banks și Rutherford, dar trupa se află în prezent în pauză. Viitorul este nesigur: În 2012, Banks a anunțat că Genesis "s-a terminat", Collins este retras din activitatea muzicală dar consideră o revenire, iar Rutheford activează și este constant în turnee live cu trupa Mike + The Mechanics. De asemenea, Hackett pornește în fiecare iarnă din 2013 în prezent în turneul Genesis Extended II, ce conține exclusiv melodii din era Genesis în care s-a aflat, de la Nursery Cryme până la Wind & Wuthering.
La finalul anului 2015, Phil Collins a revenit în muzică și a vorbit despre o posibilă reuniune Genesis, în aceeași variantă ca în 2007, cu Banks și Rutherford, deoarece "Gabriel nu ar cânta niciodată Invisible Touch"
În martie 2020, trupa s-a reunit din nou, în formația Collins, Rutherford și Banks, pentru un turneu în Marea Britanie la finalul anului, denumit "The Last Domino?".

## Discografie
- From Genesis to Revelation (1969)
- Trespass (1970)
- Nursery Cryme (1971)
- Foxtrot (1972)
- Selling England by the Pound (1973)
- The Lamb Lies Down on Broadway (1974)
- A Trick of the Tail (1976)
- Wind & Wuthering (1976)
- ...And Then There Were Three... (1978)
- Duke (1980)
- Abacab (1981)
- Genesis (1983)
- Invisible Touch (1986)
- We Can't Dance (1991)
- Calling All Stations (1997)